# Monumento a Stalin
Il monumento a Stalin è stata una statua alta 15,5 metri in granito, eretta in onore di Iosif Stalin a Praga, nell'allora Cecoslovacchia. Fu inaugurata il 1º maggio 1955 dopo oltre cinque anni e mezzo di lavori e fu la più grande rappresentazione al mondo di Stalin. La scultura venne poi demolita nel 1962.

## Storia
Il monumento, scolpito da Otakar Švec, era situato su un enorme piedistallo di cemento, che può ancora essere visitato nel Parco Letná. Era la più grande statua di gruppo in Europa, alta 15,5 metri e lunga 22 metri.
Il processo di destalinizzazione iniziò poco dopo l'inaugurazione del monumento, che venne demolito 7 anni dopo, nel 1962.

## Uso successivo del sito

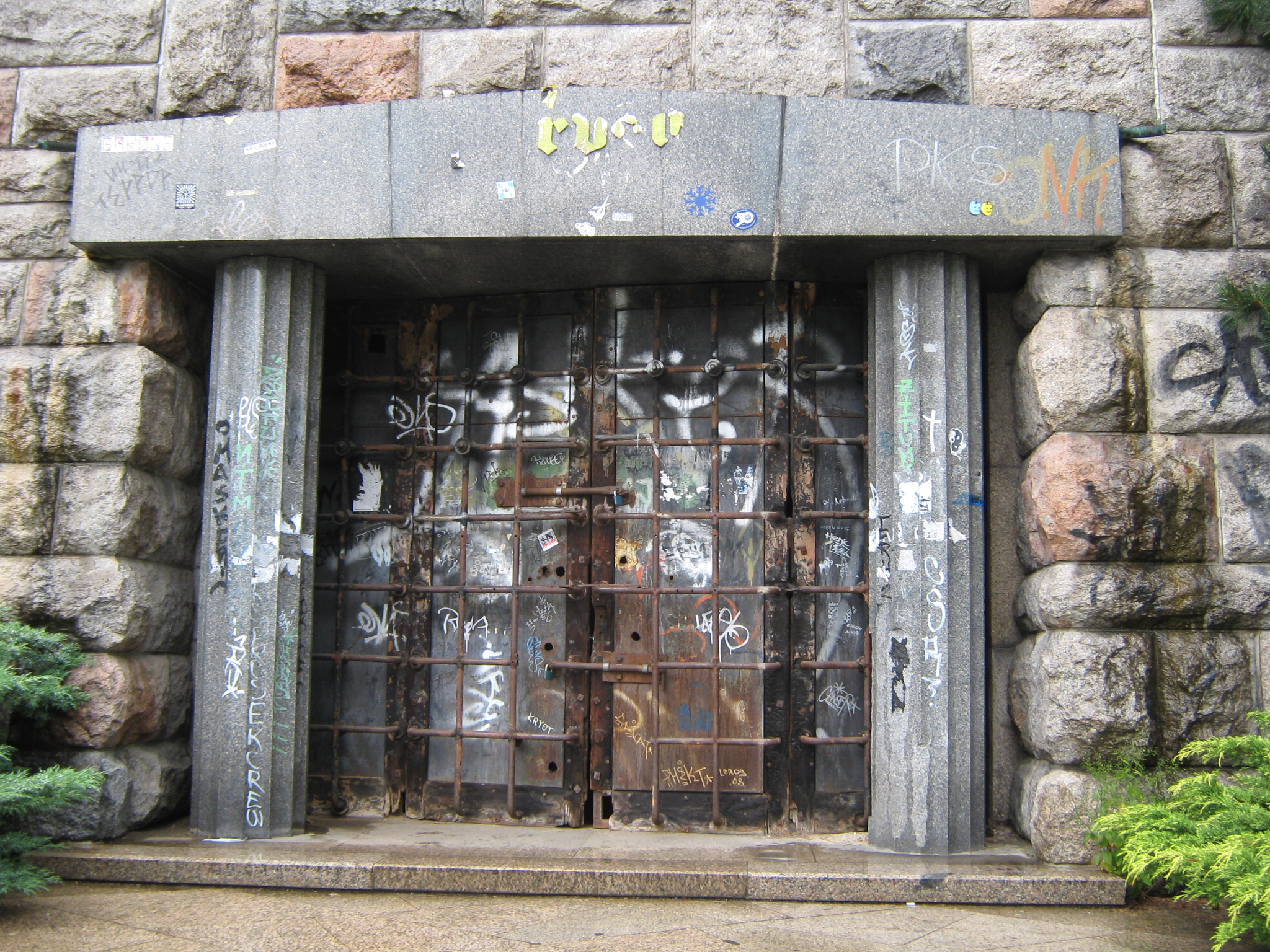
Cancello

Nel 1990, la stazione radio pirata "Radio Stalin" operò da un rifugio antiaereo sotto il basamento della statua. Lo stesso rifugio è stato anche la sede del primo rock club di Praga nei primi anni '90. Dal 1991 il piedistallo di marmo è stato utilizzato come base per una gigantesca scultura cinetica di un metronomo. Nel 1991 il piedistallo è stato usato brevemente come base per una statua di Michael Jackson alta 11 metri, per promuovere per l'inizio del suo HIStory World Tour. Un cartellone pubblicitario che promuove il leader del Partito Democratico Civile Václav Klaus è stato issato sul sito durante le elezioni parlamentari ceche del 1998 ma è stato rimosso poco dopo a causa dei forti venti. 
La città di Praga ha preso in considerazione diverse opzioni per la riqualificazione del sito per anni, incluso un piano per costruire un acquario.